# Słowenia na Zimowych Igrzyskach Olimpijskich 1994
Słowenię na Zimowych Igrzyskach Olimpijskich 1994 reprezentowało 22 zawodników: siedemnastu mężczyzn i pięć kobiet. Był to drugi start reprezentacji Słowenii na zimowych igrzyskach olimpijskich.

## Medaliści
| Medal | Imię i nazwisko | Dyscyplina            | Konkurencja       |
| ----- | --------------- | --------------------- | ----------------- |
|       | Jure Košir      | Narciarstwo alpejskie | Slalom mężczyzn   |
|       | Katja Koren     | Narciarstwo alpejskie | Slalom kobiet     |
|       | Alenka Dovžan   | Narciarstwo alpejskie | Kombinacja kobiet |

## Skład reprezentacji

### Narciarstwo alpejskie
Mężczyźni
| Zawodnik       | Konkurencja   | Wyścig 1          | Wyścig 2 | Suma              | Suma    |
| Zawodnik       | Konkurencja   | Czas              | Czas     | Czas              | Miejsce |
| -------------- | ------------- | ----------------- | -------- | ----------------- | ------- |
| Miran Ravter   | Zjazd         |                   |          | 1:48.48           | 35      |
| Jernej Koblar  | Supergigant   |                   |          | 1:35.16           | 29      |
| Mitja Kunc     | Supergigant   |                   |          | 1:35.15           | 28      |
| Miran Ravter   | Supergigant   |                   |          | 1:34.73           | 22      |
| Gregor Grilc   | Slalom gigant | 1:31.38           | 1:25.75  | 2:57.13           | 24      |
| Jure Košir     | Slalom gigant | 1:31.30           | 1:25.80  | 2:57.10           | 23      |
| Jernej Koblar  | Slalom gigant | 1:30.75           | 1:25.92  | 2:56.67           | 22      |
| Mitja Kunc     | Slalom gigant | 1:28.90           | 1:25.17  | 2:54.07           | 14      |
| Gregor Grilc   | Slalom        | Zdyskwalifikowany | –        | Zdyskwalifikowany | –       |
| Mitja Kunc     | Slalom        | 1:02.82           | 59.80    | 2:02.62           | 4       |
| Andrej Miklavc | Slalom        | 1:02.57           | 1:01.78  | 2:04.35           | 10      |
| Jure Košir     | Slalom        | 1:02.55           | 59.98    | 2:02.53           |         |

Kombinacja mężczyzn
| Zawodnik     | Zjazd   | Slalom | Slalom | Suma        | Suma    |
| Zawodnik     | Czas    | Czas 1 | Czas 2 | Łączny czas | Miejsce |
| ------------ | ------- | ------ | ------ | ----------- | ------- |
| Gregor Grilc | 1:45.61 | 50.97  | 49.45  | 3:26.03     | 23      |
| Jure Košir   | 1:42.17 | 50.23  | 48.18  | 3:20.58     | 10      |
| Mitja Kunc   | 1:40.01 | 50.88  | 48.66  | 3:19.55     | 7       |
| Miran Ravter | 1:38.88 | 52.46  | 49.34  | 3:20.68     | 11      |

Kobiety
| Zawodniczka   | Konkurencja   | Wyścig 1      | Wyścig 2      | Suma          | Suma    |
| Zawodniczka   | Konkurencja   | Czas          | Czas          | Czas          | Miejsce |
| ------------- | ------------- | ------------- | ------------- | ------------- | ------- |
| Špela Pretnar | Zjazd         |               |               | 1:38.50       | 23      |
| Alenka Dovžan | Zjazd         |               |               | 1:38.07       | 16      |
| Katja Koren   | Zjazd         |               |               | 1:37.69       | 10      |
| Špela Pretnar | Supergigant   |               |               | Nie ukończyła | –       |
| Alenka Dovžan | Supergigant   |               |               | Nie ukończyła | –       |
| Urška Hrovat  | Supergigant   |               |               | 1:24.49       | 26      |
| Katja Koren   | Supergigant   |               |               | 1:22.96       | 7       |
| Katja Koren   | Slalom gigant | Nie ukończyła | –             | Nie ukończyła | –       |
| Urška Hrovat  | Slalom gigant | 1:23.61       | 1:14.55       | 2:38.16       | 20      |
| Špela Pretnar | Slalom gigant | 1:22.81       | 1:13.30       | 2:36.11       | 12      |
| Alenka Dovžan | Slalom gigant | 1:22.66       | Nie ukończyła | Nie ukończyła | –       |
| Alenka Dovžan | Slalom        | Nie ukończyła | –             | Nie ukończyła | –       |
| Špela Pretnar | Slalom        | 1:00.78       | 57.87         | 1:58.65       | 11      |
| Urška Hrovat  | Slalom        | 1:00.38       | 57.69         | 1:58.07       | 8       |
| Katja Koren   | Slalom        | 59.00         | 57.61         | 1:56.61       |         |

Kombinacja kobiet
| Zawodniczka   | Zjazd   | Slalom        | Slalom | Suma          | Suma    |
| Zawodniczka   | Czas    | Czas 1        | Czas 2 | Łączny czas   | Miejsce |
| ------------- | ------- | ------------- | ------ | ------------- | ------- |
| Urška Hrovat  | 1:34.60 | 51.72         | 48.43  | 3:14.75       | 14      |
| Katja Koren   | 1:30.59 | 50.28         | 48.72  | 3:09.59       | 6       |
| Špela Pretnar | 1:29.91 | Nie ukończyła | –      | Nie ukończyła | –       |
| Alenka Dovžan | 1:28.67 | 50.01         | 47.96  | 3:06.64       |         |

### Biathlon
Mężczyźni
| Konkurencja  | Zawodnik      | Pudła | Czas    | Miejsce |
| ------------ | ------------- | ----- | ------- | ------- |
| 10 km Sprint | Jože Poklukar | 3     | 32:31.7 | 59      |
| 10 km Sprint | Uroš Velepec  | 2     | 31:07.5 | 36      |
| 10 km Sprint | Janez Ožbolt  | 0     | 29:35.8 | 9       |

| Konkurencja   | Zawodnik      | Czas      | Pudła | Skorygowany czas | Miejsce |
| ------------- | ------------- | --------- | ----- | ---------------- | ------- |
| Bieg na 20 km | Boštjan Lekan | 1'00:12.3 | 5     | 1'05:12.3        | 59      |
| Bieg na 20 km | Jure Velepec  | 59:58.0   | 2     | 1'01:58.0        | 38      |
| Bieg na 20 km | Janez Ožbolt  | 58:19.1   | 3     | 1'01:19.1        | 29      |

Sztafeta mężczyzn 4 x 7,5 km
| Zawodnicy                                            | Wyścig | Wyścig    | Wyścig  |
| Zawodnicy                                            | Pudła  | Czas      | Miejsce |
| ---------------------------------------------------- | ------ | --------- | ------- |
| Uroš Velepec Jure Velepec Boštjan Lekan Janez Ožbolt | 1      | 1'34:19.6 | 10      |

Kobiety
| Konkurencja   | Zawodniczka    | Pudła | Czas    | Miejsce |
| ------------- | -------------- | ----- | ------- | ------- |
| 7,5 km Sprint | Andreja Grašič | 3     | 27:17.9 | 18      |

| Konkurencja   | Zawodniczka    | Czas    | Pudła | Skorygowany czas | Miejsce |
| ------------- | -------------- | ------- | ----- | ---------------- | ------- |
| Bieg na 15 km | Andreja Grašič | 50:09.3 | 9     | 59:09.3          | 44      |

### Skoki narciarskie
| Zawodnik       | Konkurencja       | Skok 1    | Skok 1 | Skok 2    | Skok 2 | Suma  | Suma    |
| Zawodnik       | Konkurencja       | Odległość | Nota   | Odległość | Nota   | Nota  | Miejsce |
| -------------- | ----------------- | --------- | ------ | --------- | ------ | ----- | ------- |
| Dejan Jekovec  | Skocznia normalna | 74.0      | 79.0   | 82.0      | 95.0   | 174.0 | 41      |
| Samo Gostiša   | Skocznia normalna | 86.5      | 105.5  | 85.5      | 104.5  | 210.0 | 28      |
| Matjaž Kladnik | Skocznia normalna | 92.5      | 119.0  | 87.5      | 107.5  | 226.5 | 19      |
| Robert Meglič  | Skocznia normalna | 93.0      | 121.0  | 88.5      | 112.0  | 233.0 | 14      |
| Matjaž Zupan   | Skocznia duża     | 95.0      | 67.5   | 98.0      | 72.9   | 155.1 | 27      |
| Franci Petek   | Skocznia duża     | 95.0      | 69.5   | 91.5      | 62.7   | 132.2 | 38      |
| Matjaž Kladnik | Skocznia duża     | 105.5     | 85.4   | 96.5      | 69.7   | 155.1 | 27      |
| Robert Meglič  | Skocznia duża     | 122.0     | 114.1  | 113.0     | 103.4  | 217.5 | 9       |

Skocznia duża – konkurs drużynowy mężczyzn
| Zawodnicy                                              | Wyniki | Wyniki  |
| Zawodnicy                                              | Nota   | Miejsce |
| ------------------------------------------------------ | ------ | ------- |
| Robert Meglič Samo Gostiša Matjaž Zupan Matjaž Kladnik | 739.4  | 9       |